# Calligonum zakirovii
Calligonum zakirovii är en slideväxtart som först beskrevs av Chalkuziev, och fick sitt nu gällande namn av Czer.. Calligonum zakirovii ingår i släktet Calligonum och familjen slideväxter. Inga underarter finns listade i Catalogue of Life.